# 亚历克西斯·帕利松
亚历克西斯·帕利松（法語：Alexis Palisson；1987年9月9日—）是一位法國橄欖球運動員。他是法國國家橄欖球隊的一員，代表法國參加了2011年世界盃橄欖球賽。